# S&P/ASX 50
Le S&P/ASX 50 est un indice boursier de la Australian Stock Exchange.

## Composition actuelle
Tableau au 1er octobre 2018 : 
| Société                   | Secteur                   | Poids indiciel (en %) | Capitalisation boursière (en milliards de dollars australiens) | Entrée dans l'indice |
| ------------------------- | ------------------------- | --------------------- | -------------------------------------------------------------- | -------------------- |
| AGL Energy                | Énergie                   | 0,97                  | 12,789                                                         |                      |
| Amcor                     | Emballage                 | 1,2                   | 15,843                                                         |                      |
| AMP                       | Assurance                 | 0,7                   | 9,310                                                          |                      |
| ANZ Banking Group         | Banque                    | 6,13                  | 80,979                                                         |                      |
| APA Group                 | Énergie                   | 0,89                  | 11,775                                                         |                      |
| Aristocrat Leisure        | Jeu de hasard             | 1,37                  | 18,160                                                         |                      |
| ASX                       | Finance                   | 0,93                  | 12,324                                                         |                      |
| Aurizon                   | Transport                 | 0,62                  | 8,179                                                          |                      |
| BHP Billiton              | Industrie minière         | 8,42                  | 111,221                                                        |                      |
| Brambles                  | Transport                 | 1,31                  | 8,42                                                           |                      |
| Caltex Australia          | Industrie pétrolière      | 0,59                  | 7,798                                                          |                      |
| Cochlear                  | Biotechnologie            | 0,88                  | 11,574                                                         |                      |
| Commonwealth Bank         | Banque                    | 9,51                  | 125,670                                                        |                      |
| Computershare             | Services financiers       | 0,82                  | 10,832                                                         |                      |
| CSL                       | Biotechnologie            | 6,89                  | 91,094                                                         |                      |
| Dexus Property Group      | Immobilier                | 0,81                  | 10,742                                                         |                      |
| Fortescue Metals Group    | Industrie minière         | 0,92                  | 12,206                                                         |                      |
| Goodman Group             | Immobilier                | 1,42                  | 18,792                                                         |                      |
| General Property Trust    | Immobilier                | 0,71                  | 9,403                                                          |                      |
| Insurance Australia Group | Assurance                 | 1,31                  | 17,3330                                                        |                      |
| James Hardie Industries   | Matériaux de construction | 0,7                   | 9,265                                                          |                      |
| Lend Lease Corporation    | BTP, Immobilier           | 0,85                  | 11,290                                                         |                      |
| Macquarie Group           | Finance                   | 3,25                  | 42,902                                                         |                      |
| Medibank                  | Banque                    | 0,61                  | 8,014                                                          |                      |
| Mirvac Group              | Immobilier                | 0,68                  | 8,956                                                          |                      |
| National Australia Bank   | Banque                    | 5,75                  | 76,036                                                         |                      |
| Newcrest Mining           | Industrie minière         | 1,13                  | 14,902                                                         |                      |
| Oil Search                | Industrie pétrolière      | 1,04                  | 13,758                                                         |                      |
| Orica                     | Industrie minière         | 0,49                  | 6,458                                                          |                      |
| Origin Energy             | Énergie                   | 1,1                   | 14,533                                                         |                      |
| Qantas Airways            | Compagnie aérienne        | 0,75                  | 9,882                                                          |                      |
| QBE Insurance             | Assurance                 | 1,13                  | 14,960                                                         |                      |
| Ramsay Health Care        | Soins de santé            | 0,84                  | 11,100                                                         |                      |
| Rio Tinto                 | Industrie minière         | 2,46                  | 32,482                                                         |                      |
| Santos                    | Industrie pétrolière      | 1,14                  | 15,122                                                         |                      |
| Scentre                   | Immobilier                | 1,6                   | 21,109                                                         |                      |
| Sonic Healthcare          | Soins de santé            | 0,8                   | 10,613                                                         |                      |
| South32                   | Industrie minière         | 1,52                  | 20,067                                                         |                      |
| Stockland                 | Immobilier                | 0,76                  | 10,103                                                         |                      |
| Suncorp                   | Finance                   | 1,42                  | 18,776                                                         |                      |
| Sydney Airport            | Aéroport                  | 1,18                  | 15,539                                                         |                      |
| Telstra                   | Télécommunications        | 2,87                  | 37,940                                                         |                      |
| Transurban                | Transport                 | 2,27                  | 29,976                                                         |                      |
| Treasury Wine Estates     | Viticulture               | 0,95                  | 12,569                                                         |                      |
| Unibail-Rodamco-Westfield | Immobilier                | 0,47                  | 6,183                                                          |                      |
| Vicinity Centres          | Immobilier                | 0,77                  | 10,144                                                         |                      |
| Wesfarmers                | Distribution              | 4,28                  | 56,522                                                         |                      |
| Westpac                   | Finance                   | 7,26                  | 95,934                                                         |                      |
| Woodside Petroleum        | Industrie pétrolière      | 2,73                  | 36,117                                                         |                      |
| Woolworths                | Distribution              | 2,79                  | 36,878                                                         |                      |